# Сафарян, Давид Овикович
Дави́д Овикович Сафаря́н (арм. Դավիթ Սաֆարյան; род. 1 августа 1989 года, Черкесск) — российский и армянский борец вольного стиля, чемпион Европы (2013), чемпион мира (2013). Участник Олимпийских игр 2012 года. Заслуженный мастер спорта Армении.

## Биография
Давид Сафарян родился 1 августа 1989 года в Черкесске. Начал заниматься вольной борьбой с раннего детства по инициативе отца, который имел звание мастера спорта СССР по этому виду спорта. С 2003 года тренировался в Краснодаре под руководством Абдуллы Магомедова. В 2006—2009 годах входил в юниорскую и молодёжную сборную России, становился чемпионом Европы среди юниоров (2006) и серебряным призёром чемпионата мира среди молодёжи (2009).
В дальнейшем Давид Сафарян принял решение выступать за Армению, где с ним начали работать Юрий Бабаян, тренировавший в своё время отца Давида, и главный тренер сборной Армении Араик Багдадян. Первый успех на взрослом международном уровне пришёл к нему в 2012 году, когда он стал бронзовым призёром чемпионата Европы. Вскоре после этого на лицензионном турнире в Софии он смог завоевать право принять участие в Олимпийских играх в Лондоне, но олимпийский турнир сложился для него неудачно. В четвертьфинале при спорном судействе он проиграл казахстанскому борцу Акжуреку Танатарову и не попал в число призёров.
В 2013 году Давид Сафарян смог выйти на новый уровень результатов. На чемпионате Европы в Тбилиси, победив в финале турецкого борца Якупа Гора, стал чемпионом Европы. Золотую медаль получил из рук премьер-министра Грузии Бидзины Иванишвили. На Универсиаде в Казани дошёл до финала, где проиграл российскому борцу Магомеду Курбаналиеву. На чемпионате мира в Будапеште Сафаряну удалось взять реванш у Курбаналиева, дойти до финала, где он победил призёра Олимпийских игр кубинца Ливана Лопеса и завоевал звание чемпиона мира. В декабре 2013 года Федерация спортивных журналистов Армении признала Давида Сафаряна лучшим спортсменом года. В сентябре 2021 года заявил о завершении спортивной карьеры.

## Достижения
За Россию:
- 2006 — победитель чемпионата Европы среди юношей
- 2007 — победитель чемпионата Европы среди молодёжи
- 2008 — серебряный призёр чемпионата Европы среди молодёжи
- 2009 — серебряный призёр чемпионата мира среди молодёжи

За Армению:
- 2012 — бронзовый призёр чемпионата Европы
- 2013 — серебряный призёр Киевского международного турнира[4]
- 2013 — победитель чемпионата Европы
- 2013 — серебряный призёр Летней универсиады
- 2013 — победитель чемпионата мира